# 조남욱
조남욱(趙南煜, 1933년 8월 16일~)은 대한민국의 정치인이다. 제13대 국회의원을 지냈다.

## 생애
1933년 충청남도 부여군에서 태어났다. 경기고등학교를 졸업한 후 서울대학교 법학과에 진학하였다. 대학 졸업 후 20년가량 외자청(현 조달청의 전신)과 중앙선거관리위원회 등 공직에 종사하였다. 중앙선관위원회에서는 선거계장, 선거과장, 총무국장 등 요직을 거쳤다.
1948년 대한민국 내 건설업 면허 1호기업로 설립된 <삼부토건> 창업자 조정구의 장남이다. 1970년대 후반 공직에서 나와 삼부토건에 입사한 뒤 삼부토건 전무·부사장·사장·회장, 남우관광 대표, 한국경영자총협회 부회장 등을 지냈다.
1973년과 1984년 각각 박정희 대통령과 전두환 대통령으로부터 홍조근정훈장과 동탑산업훈장을 받았다.

## 학력
- 경기고등학교
- 서울대학교 법학과 학사학위

## 경력
- 중앙 선관위 총무국장
- 건설회사사장
- 대한건설협회장
- 기술교육원 이사장
- 서울대 총동창회 부회장
- 백제학원이사장
- 한일친선협회 중앙회 부회장
- 대한상사중재인 부회장
- 경제인총연합회 부회장
- 민정당 부여 지구당 위원장
- 국회 행정, 예결, 문공위원
- 대한민국헌정회 이사

## 역대 선거 결과
| 실시년도 | 선거  | 대수 | 직책     | 선거구 | 정당       | 득표수      | 득표율         | 순위        | 당락 | 비고 |
| -------- | ----- | ---- | -------- | ------ | ---------- | ----------- | -------------- | ----------- | ---- | ---- |
| 1988년   | 총선  | 13대 | 국회의원 | 전국구 | 민주정의당 | 6,670,494표 | \| \| 34.0% \| | 전국구 34번 |      | 초선 |
|          | 34.0% |      |          |        |            |             |                |             |      |      |